# Xoanodera asphyxa
Xoanodera asphyxa es una especie de escarabajo longicornio del género Xoanodera, tribu Cerambycini, subfamilia Cerambycinae. Fue descrita científicamente por Franz en 1972.

## Descripción
Mide 34-40 milímetros de longitud.

## Distribución
Se distribuye por Malasia (Borneo).